# Josiane Serre
Josiane Heulot-Serre, född den 17 december 1922 i Lyon, död den 11 oktober 2004 i Paris, var en fransk kemist. Under hennes tidiga karriär arbetade hon med organisk kemi, men efter en allvarlig olycka där hon nästan förlorade funktionen i ena handen bytte hon inriktning till kvantkemi.